# 伊日莫尔斯基
伊日莫尔斯基（羅馬化：Izhmorskiy），旧称伊日莫尔卡（Ижморка），是俄罗斯克麦罗沃州的市级镇、伊日莫尔斯基区行政中心，地处克麦罗沃州北部，在州府克麦罗沃东北方。设有铁路车站。
该地2021年人口有4,619人；2010年人口5,615；2002年人口6,101；1989年人口6,855。